# 硫角
硫角（英語：Sulphur Point），是南極洲的海岬，位於南桑威奇群島，處於沃迪角以北2.8公里的維索科伊島西部，在1953年由英國南極名稱諮詢委員會命名，由英國海外領土管轄。